# OT Близнецов
OT Близнецов (лат. OT Geminorum), HD 58050 — двойная звезда в созвездии Близнецов на расстоянии приблизительно 1 550 световых лет (около 475 парсек) от Солнца. Видимая звёздная величина звезды — от +6,44m до +6m. Возраст звезды оценивается как около 15,4 млн лет.
Открыта Куно Хофмейстером в 1934 году*.

## Характеристики
Первый компонент — бело-голубая эруптивная переменная звезда типа Гаммы Кассиопеи (GCAS)* спектрального класса B2III-Ve, или B2Ve, или B3. Масса — около 4,675 солнечных, радиус — около 9,312 солнечных, светимость — около 3981 солнечных. Эффективная температура — около 19961 К.
Второй компонент — коричневый карлик. Масса — около 52,89 юпитерианских. Удалён в среднем на 2,501 а.е..